# Secuestro de Kim Dae-Jung

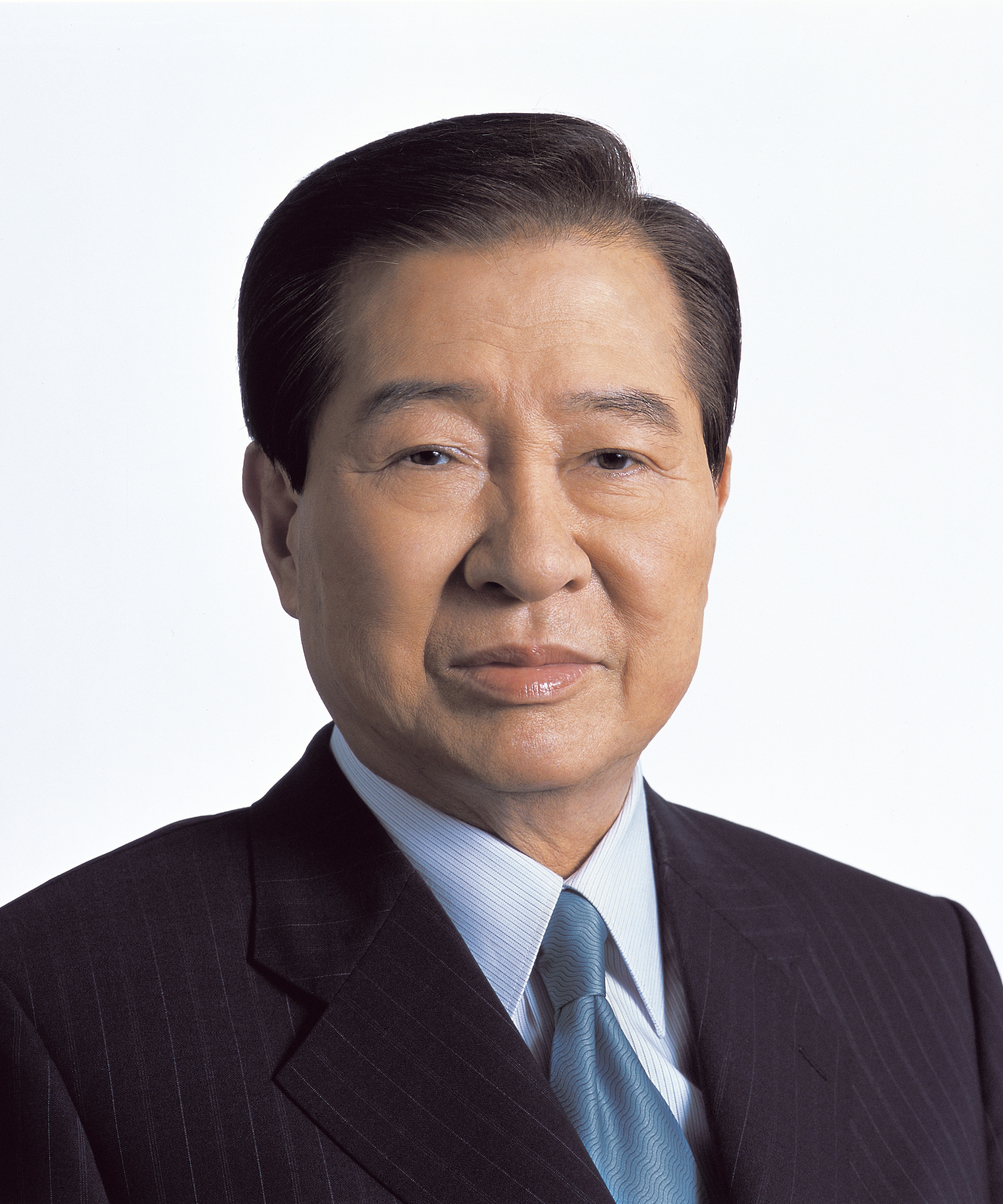
Kim Dae-jung

El disidente surcoreano y posterior presidente del país Kim Dae-jung fue secuestrado el 8 de agosto de 1973 en Tokio.

## Acontecimientos previos
En las elecciones de 1971, Kim Dae-jung representaba al Partido Democrático, único partido de oposición al Partido Democrático Republicano de Park Chung-hee, que mantenía una dictadura totalitaria en el país. En dichas elecciones, Park ganó por un pequeño margen de voto popular; Kim obtuvo el 45% y Park el 53%, una diferencia de unos 900 000 votos. A pesar de la victoria en la cita electoral (lograda con una fuerte campaña, financiada con fondos gubernamentales y en la que se gastó un 10% del presupuesto total del estado), Park Chung-hee vio a Kim, que pedía la democracia, como un obstáculo para su dictadura. Poco después, Kim tuvo un accidente de tráfico en el que se lesionó permanentemente la rodilla. Viendo el accidente como una amenaza a su vida, se fue a Japón, donde comenzó desde el exilio un movimiento por la democracia tras la promulgación de la constitución Yushin, que establecía un sistema totalitario de gobierno en Corea del Sur, en octubre de 1972.

## Secuestro
Alrededor del mediodía del 8 de agosto de 1973, Kim se estaba reuniendo con el líder del Partido de la Unificación Democrática en la habitación 2212 del Hotel Grand Palace de Tokio.
Alrededor de las 13:19, Kim fue atrapado por un grupo de individuos no identificados al salir de la habitación después de la reunión. Se rumorea que toda esa planta del edificio estaba ocupada por miembros de la yakuza relacionados de forma ilícita con la policía política surcoreana a través de la organización de coreanos residentes en Japón Mindan, que pudieron tener algo que ver con el secuestro. Fue entonces llevado a la habitación 2210, vacía, donde fue drogado y quedó inconsciente. Más tarde fue llevado a Osaka, con rumbo a Seúl.
Kim declaró más tarde que había notado un gran lastre en el pie y que le colocaron en la proa del barco de los secuestradores, lo que indicó que lo iban a tirar al mar. Finalmente no lo hicieron, pues los guardacostas japoneses les vieron y comenzaron a perseguirles. Tras evitarles, le dejaron en Busan. Fue encontrado vivo en su casa de Seúl cinco días después.
Según algunos informes, Kim solo fue salvado cuando el embajador estadounidense Philip Habib vio que el servicio secreto había realizado la acción y anunció que tomaría medidas contra el gobierno surcoreano.

## Reconocimiento de culpa del Servicio Secreto de Corea del Sur
El 24 de octubre de 2007, en una circular, el Servicio Nacional de Inteligencia admitió que su organismo predecesor, la Agencia Central de Inteligencia Coreana, llevó a cabo el secuestro después de que el presidente Park así lo ordenara.

## En la ficción
La película coreana "KT" de 2002 cuenta la historia del secuestro de Kim Dae-Jung.